# Johan Boskamp
Johannes «Johan/Jan» Boskamp (Róterdam, Países Bajos, 21 de octubre de 1948) es un exjugador y exentrenador de fútbol neerlandés. En su etapa como jugador profesional se desempeñaba como centrocampista.

## Selección nacional
Fue internacional con la selección de fútbol de los Países Bajos en 2 ocasiones. Formó parte de la selección subcampeona de la Copa del Mundo de 1978. Solamente jugó el partido de primera ronda contra Escocia, ingresando desde el banco de suplentes.

### Participaciones en Copas del Mundo
| Mundial                        | Sede      | Resultado  | Partidos | Goles |
| ------------------------------ | --------- | ---------- | -------- | ----- |
| Copa Mundial de Fútbol de 1978 | Argentina | Subcampeón | 1        | 0     |

## Equipos

### Como jugador
| Equipo                   | País         | Año       |
| ------------------------ | ------------ | --------- |
| Feyenoord                | Países Bajos | 1966-1974 |
| → Holland Sport (cedido) | Países Bajos | 1969-1970 |
| Molenbeek                | Bélgica      | 1974-1982 |
| Lierse                   | Bélgica      | 1982-1984 |

### Como entrenador
| Equipo             | País                   | Año       |
| ------------------ | ---------------------- | --------- |
| Molenbeek          | Bélgica                | 1981      |
| Lierse             | Bélgica                | 1984-1987 |
| FCV Dender EH      | Bélgica                | 1988-1989 |
| Beveren            | Bélgica                | 1989-1992 |
| KV Cortrique       | Bélgica                | 1992-1993 |
| Anderlecht         | Bélgica                | 1993-1997 |
| KAA Gante          | Bélgica                | 1997-1998 |
| Dinamo Tbilisi     | Georgia                | 1999      |
| Selección nacional | Georgia                | 1999      |
| Genk               | Bélgica                | 2000-2001 |
| Al Wasl            | Emiratos Árabes Unidos | 2001-2002 |
| Kazma              | Kuwait                 | 2004-2005 |
| Stoke City         | Inglaterra             | 2005-2006 |
| Standard de Lieja  | Bélgica                | 2006      |
| FCV Dender EH      | Bélgica                | 2007-2009 |
| Beveren            | Bélgica                | 2009      |

## Palmarés

### Como jugador

#### Campeonatos nacionales
| Título                   | Equipo    | País         | Año  |
| ------------------------ | --------- | ------------ | ---- |
| Eredivisie               | Feyenoord | Países Bajos | 1969 |
| Copa de los Países Bajos | Feyenoord | Países Bajos | 1969 |
| Eredivisie               | Feyenoord | Países Bajos | 1971 |
| Eredivisie               | Feyenoord | Países Bajos | 1974 |
| Division 1               | Molenbeek | Bélgica      | 1975 |

#### Copas internacionales
| Título                | Equipo    | Sede                    | Año  |
| --------------------- | --------- | ----------------------- | ---- |
| Copa Intercontinental | Feyenoord | Róterdam (Países Bajos) | 1970 |
| Copa de la UEFA       | Feyenoord | Róterdam (Países Bajos) | 1974 |

#### Distinciones individuales
| Distinción    | Año  |
| ------------- | ---- |
| Zapato de Oro | 1975 |

### Como entrenador

#### Campeonatos nacionales
| Título               | Equipo         | País    | Año  |
| -------------------- | -------------- | ------- | ---- |
| Division 2           | Beveren        | Bélgica | 1991 |
| Supercopa de Bélgica | Anderlecht     | Bélgica | 1993 |
| Division 1           | Anderlecht     | Bélgica | 1994 |
| Copa de Bélgica      | Anderlecht     | Bélgica | 1994 |
| Supercopa de Bélgica | Anderlecht     | Bélgica | 1995 |
| Division 1           | Anderlecht     | Bélgica | 1995 |
| Umaglesi Liga        | Dinamo Tbilisi | Georgia | 1999 |
| Copa de Bélgica      | Genk           | Bélgica | 2000 |